# Bartosz Pawliński
Bartosz Pawliński – polski lekarz weterynarii, doktor habilitowany nauk rolniczych, profesor w Szkole Głównej Gospodarstwa Wiejskiego w Warszawie, specjalista od rozrodu zwierząt.

## Kariera naukowa
W 2004 roku na Wydziale Medycyny Weterynaryjnej Szkoły Głównej Gospodarstwa Wiejskiego w Warszawie uzyskał tytuł lekarza weterynarii. W 2008 roku został zatrudniony na tejże uczelni, a w 2009 roku uzyskał na niej stopień doktora nauk weterynaryjnych na podstawie rozprawy pt. Aktywność mioelektryczna jajowodów i macicy u lochy w cyklu płciowym rejestrowana przy użyciu telemetrii, której promotorem był Zdzisław Gajewski. W 2019 roku ta sama uczelnia nadała mu stopień doktora habilitowanego nauk rolniczych w dyscyplinie weterynarii na podstawie pracy pt. Miejsce generowania i migracje fal skurczowych w macicy i jajowodzie świni domowej.